# سوتريو (آن)
سوتريو (بالفرنسية: Sutrieu)‏ هي بلدية فرنسية تقع في إقليم الآن في فرنسا. رمز إنسي لها هو:1414. أما الرمز البريدي لها فهو: 1260.